# Эйстфирдир
Эйстфирдир (исл. Austfirðir, дословно — «Восточные фьорды») — физико-географический регион на восточном побережье Исландии, состоящий из фьордов и заливов расположенных между мысом Глеттингаснес (исл. Glettinganes) на севере и мысом Хвальнестанги (исл. Hvalnestangi) на юге. Самая восточная точка Восточных фьордов и Исландии — скала Герпир (исл. Gerpir), находящаяся между заливами Сандвик и Вёдлавик. В административном плане Эйстфирдир целиком находится в регионе Эйстюрланд.

## Физико-географическая характеристика
Географически этот регион охватывает территорию востока Исландии и омывается водами Норвежского моря. Площадь региона составляет около 12 000 км². Береговая линия очень хорошо развита — её длина составляет 600 км, что составляет 1/10 всей береговой линии острова. Вдоль берега находится около 20 фьордов и заливов, иногда достигающих 30 км вглубь суши (Рейдар-фьорд). Внутреннюю часть региона покрывают плоские горные плато, с вершинами высотой до 1157 м над уровнем моря (гора Сандфедль), отвесные стены которых ниспадают в океан.
Южная часть Эйстфирдир начинается к востоку от ледника Ватнайёкюдль, где несколько небольших языков этого ледника спускаются к фьордам. Ледник Траундарйёкюдль, наряду с несколькими другими ледниками меньшего размера, целиком расположен в Эйстфирдир.
Климат Эйстфирдир теплее, чем остальная часть Исландии, из-за частых теплых ветров, дующих с юго-запада. Это явление известно исландцам как хнукатейр (исл. hnúkaþeyr) и обычно сопровождается моросью или туманом.

## Фьорды и заливы
Фьорды и заливы Эйстфирдир с севера на юг:
Скала Глеттингур (исл. Gletting) — северный предел
- Хусавик (исл. Húsavík)
- Сейдисфьярдарфлоуи (исл. Seyðisfjarðarflói)

- Боргар-фьорд (исл. Borgarfjörður eystri)
- Лодмюндар-фьорд (исл. Loðmundarfjörður)
- Сейдис-фьорд (исл. Seyðisfjörður)

- Мьйоуи-фьорд (исл. Mjóifjörður)
- Нордфьярдарфлоуи (исл. Norðfjarðarflói)

- Норд-фьорд (исл. Norðfjörður)
- Хедлис-фьорд (исл. Hellisfjörður)
- Вид-фьорд (исл. Viðfjörður)

- Сандвик (исл. Sandvík)
- Вёдлавик (исл. Vöðlavík)
- Рейдар-фьорд (исл. Reyðarfjörður)

- Эски-фьорд (исл. Eskifjörður)

- Фаускрудс-фьорд (исл. Fáskrúðsfjörður)
- Стёдвар-фьорд (исл. Stöðvarfjörður)
- Брейддальсвик (исл. Breiðdalsvík)
- Берю-фьорд (исл. Berufjörður)
- Хамарс-фьорд (исл. Hamarsfjörður)
- Аульфта-фьорд (исл. Álftafjörður)

Скалы Эйстрахорн (исл. Eystrahorn) — южный предел

## Геологическое строение
В геологическом плане Эйстфирдир, как и Вестфирдир, является самым древним регионом и сложен базальтовыми породами возрастом около 16 миллионов лет. Большая часть гор, окружающих восточные фьорды это потухшие вулканы. На Эйстфирдир есть остатки как минимум 14 больших вулканов, некоторые из которых очень заметны с поверхности. В результате ледниковой экзарации во время последнего ледникового периода на территории Эйстфирдир был удалён слой вулканических пород толщиной от 1 до 3 км. Сняв поверхностные слои ледники вывели практически на поверхность резервуары магмы, магматические очаги и интрузии. После отступления ледников земная кора на Эйстфирдир начала подниматься, сформировав своеобразный рельеф.
В регионе встречаются цеолиты, яшма, оникс, опал, агат и аметисты. Окаменелости, такие как окаменелые леса умеренного пояса в третичных слоях базальта, проливают новый свет на раннюю историю Северной Атлантики и климатические изменения, а останки древнего оленя, найденные в Вопнафьордюре, вызывают предположения о давно исчезнувшем сухопутном «мосте» в Европу.

## Туристические достопримечательности
Побережье восточных фьордов демонстрирует привлекательный для туристов неповторимый исландский ландшафт: красивые древние фьорды и крутые скалы вокруг них, возвышающиеся на высоту более 1000 метров. Есть много рек и озер, где на месте можно получить рыболовную лицензию и отправиться на ловлю форели или лосося. Доступны круизы на небольших судах для наблюдения за китами, а также катание на исландских лошадях. Олени, обитающие в горах на Эйстфирдир время от времени выходят на дорогу, поэтому автомобилистам рекомендуется проявлять осторожность при движении по этому региону.
Эйстфирдир входит в список самых интересных мест, составленный британской газетой The Guardian в 2016 году.

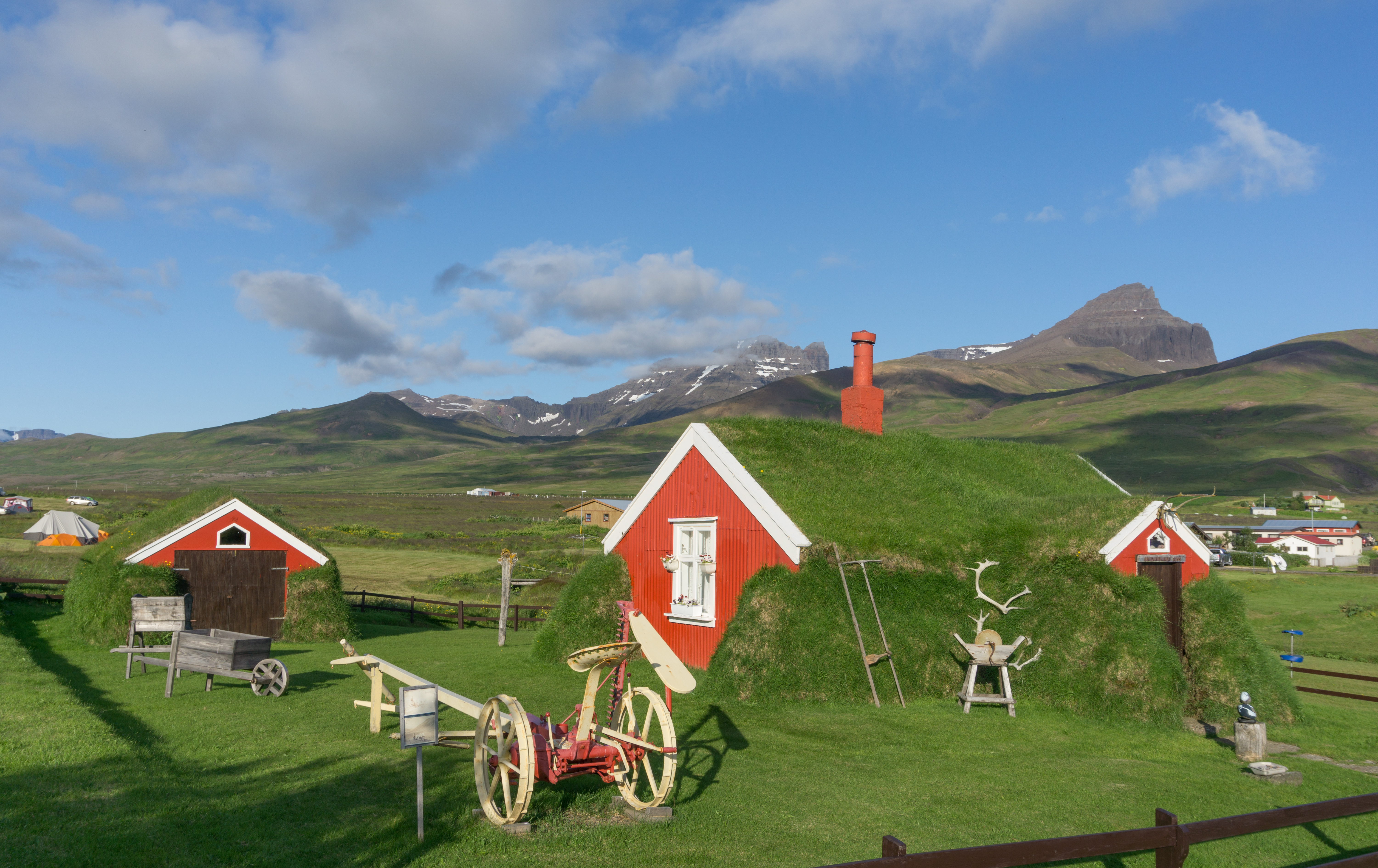
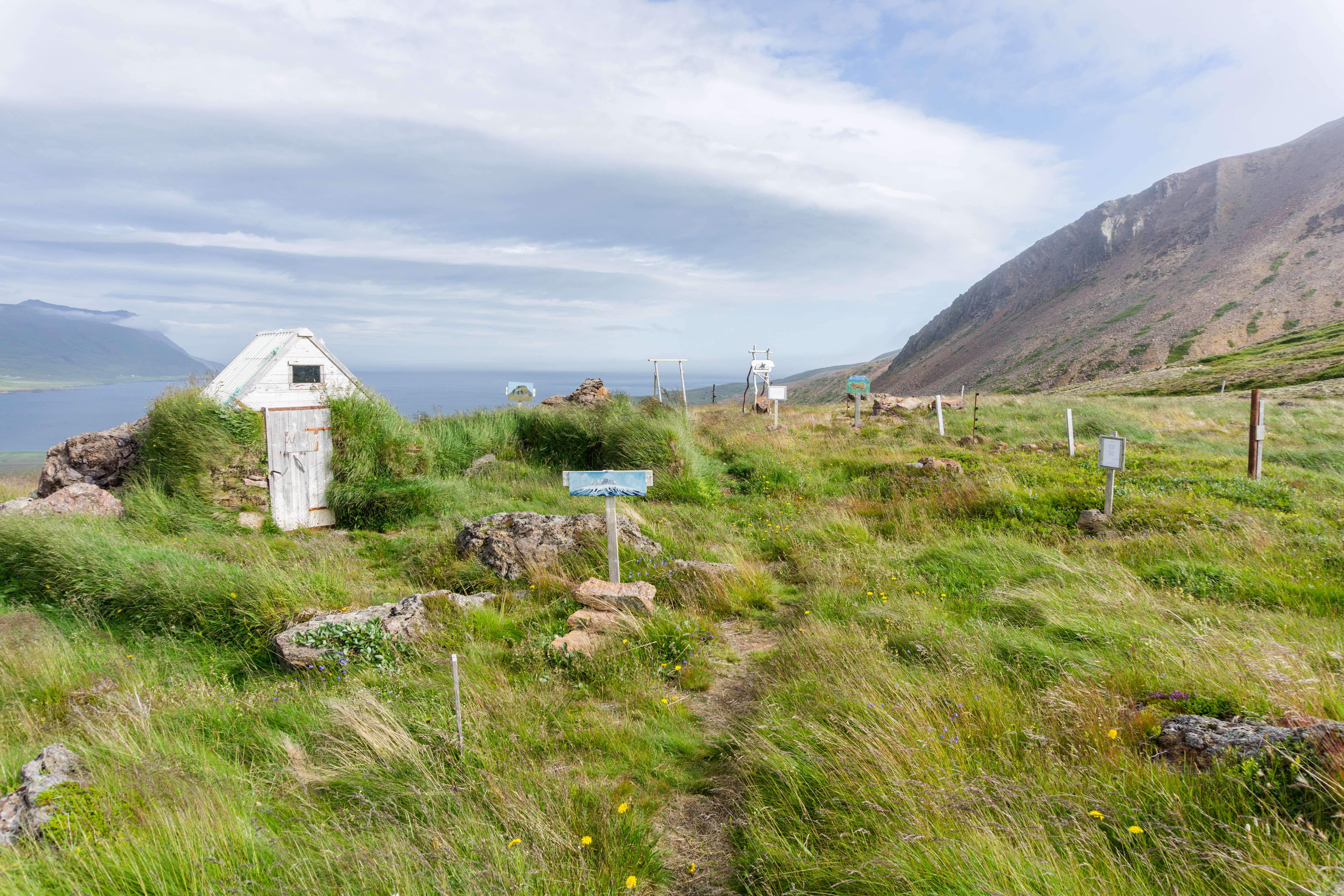
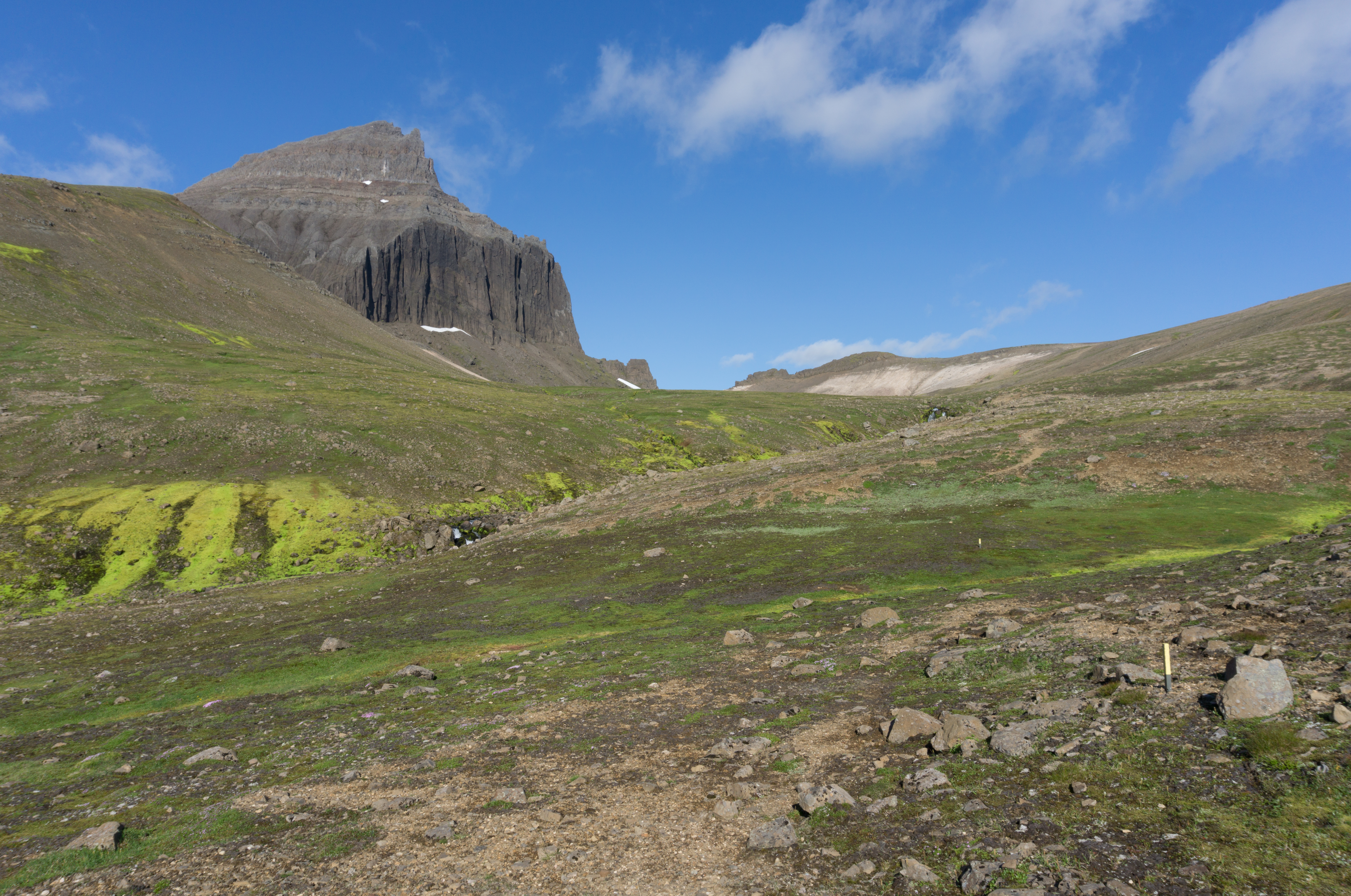
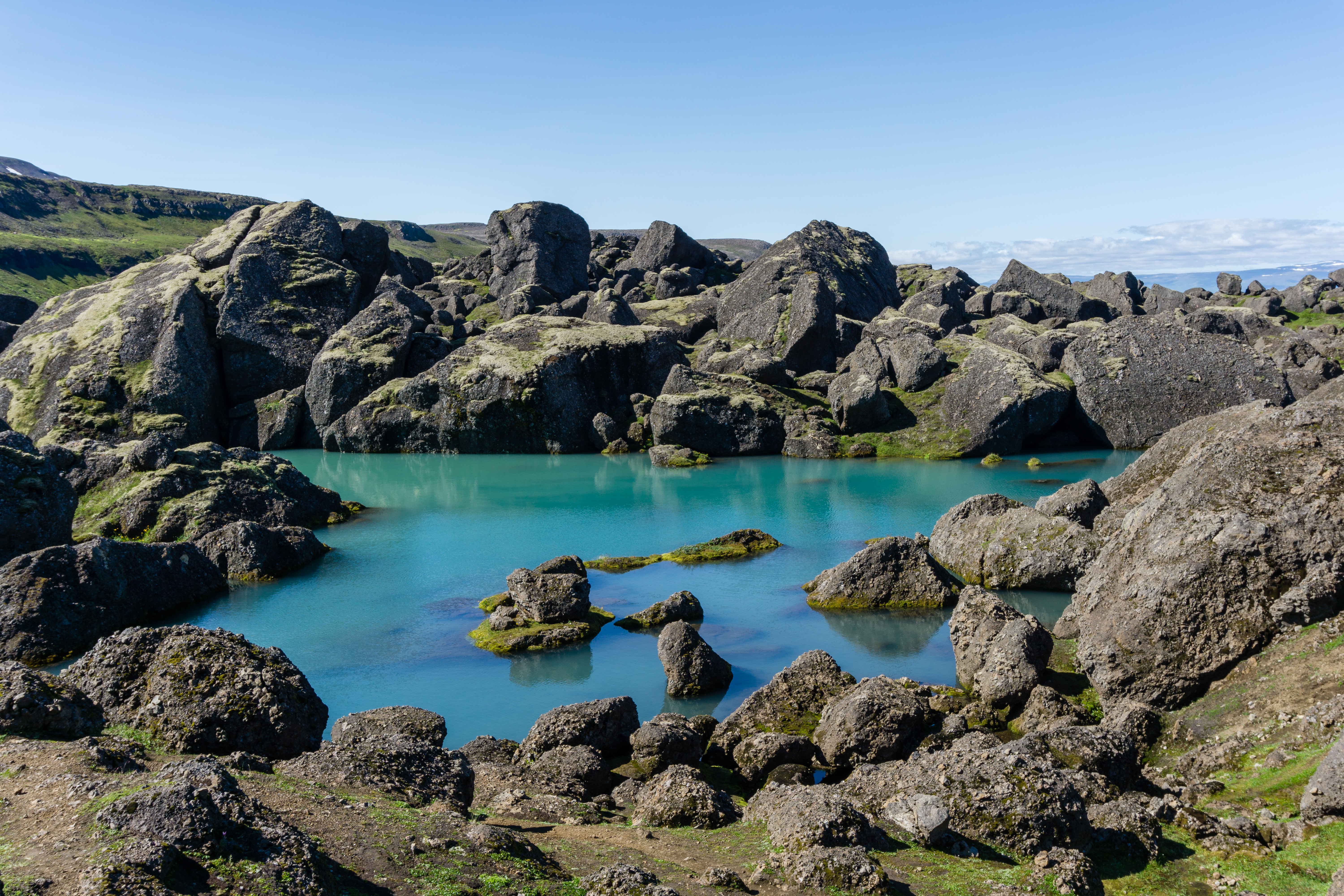
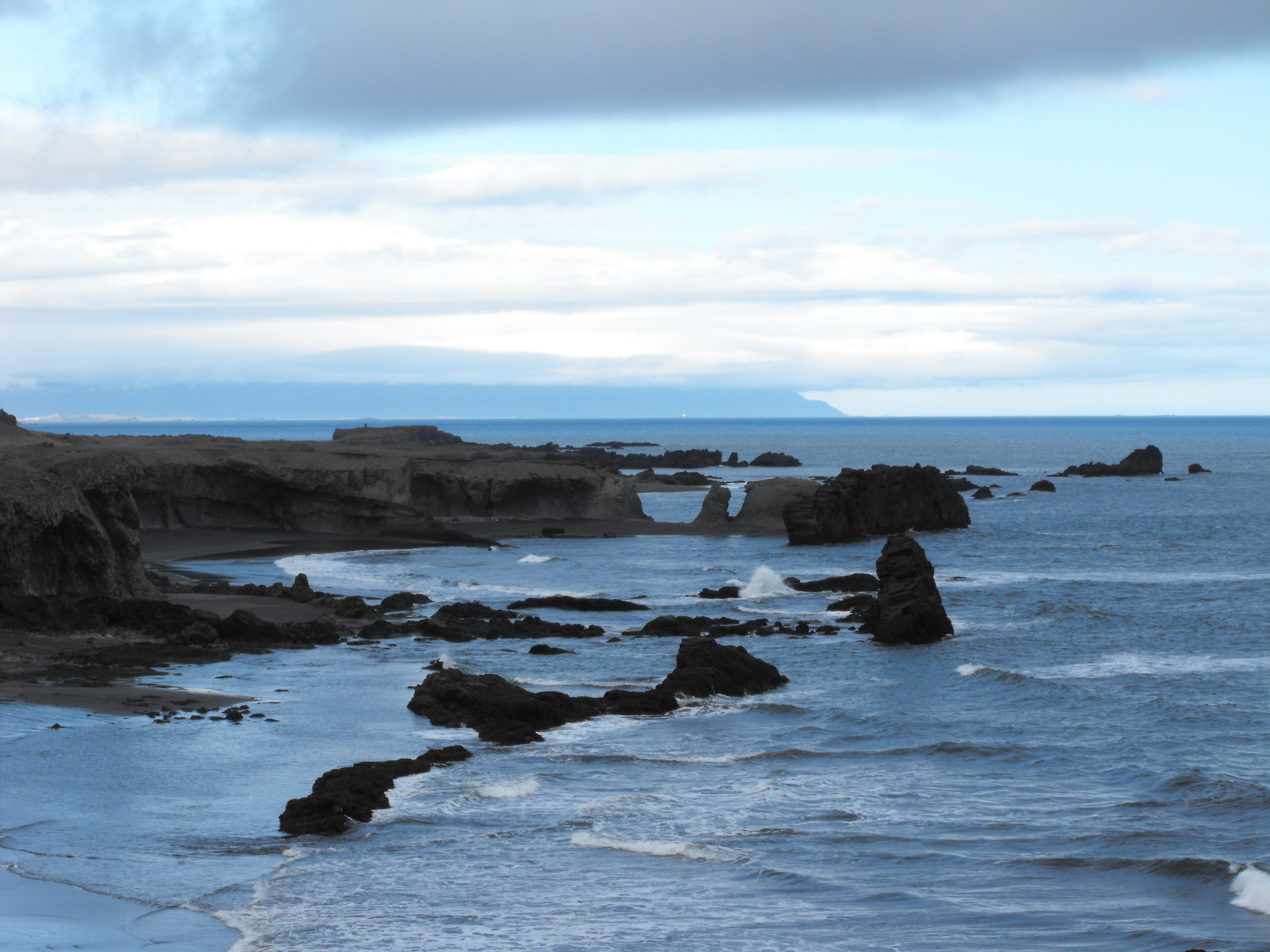
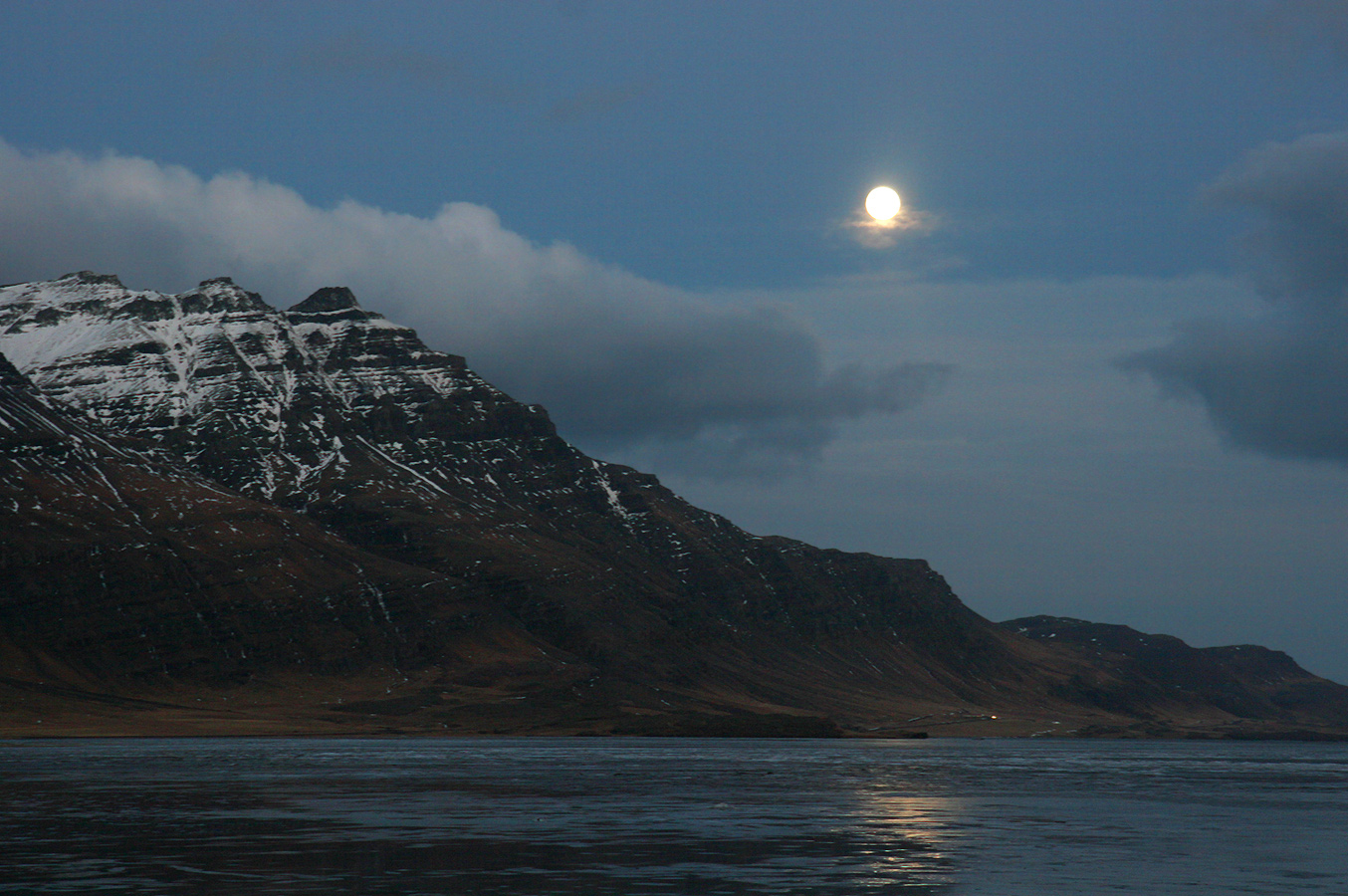
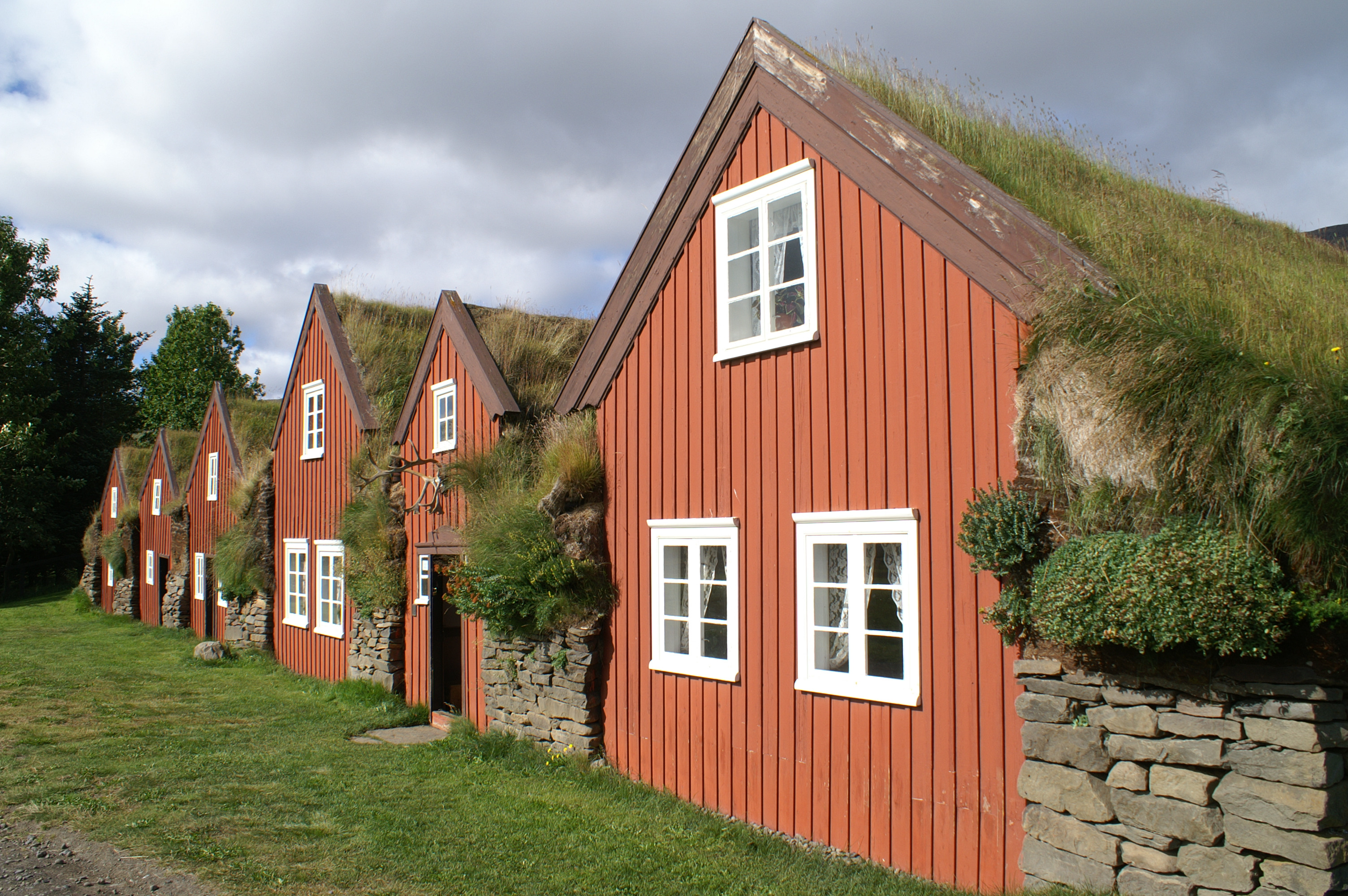
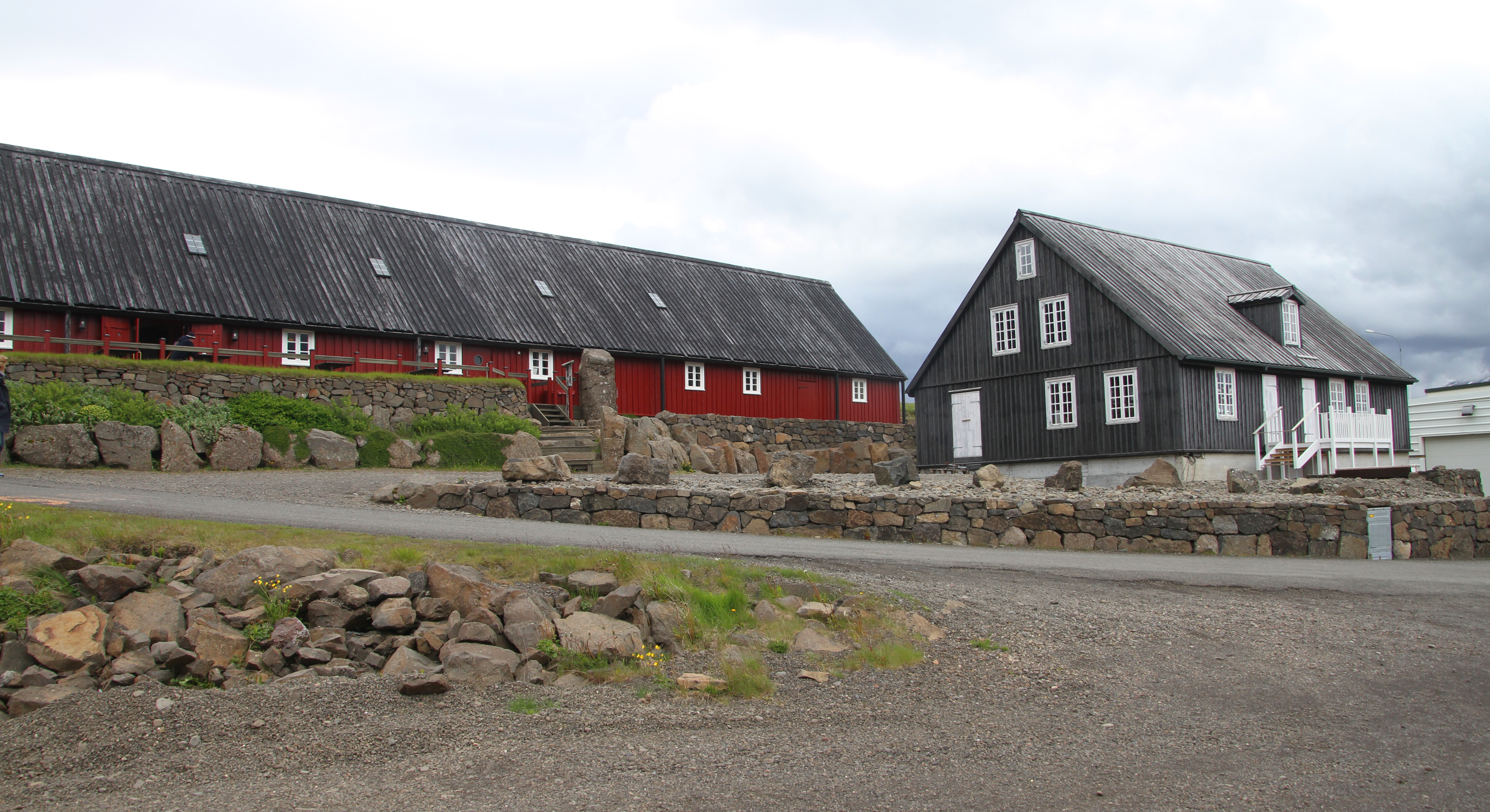
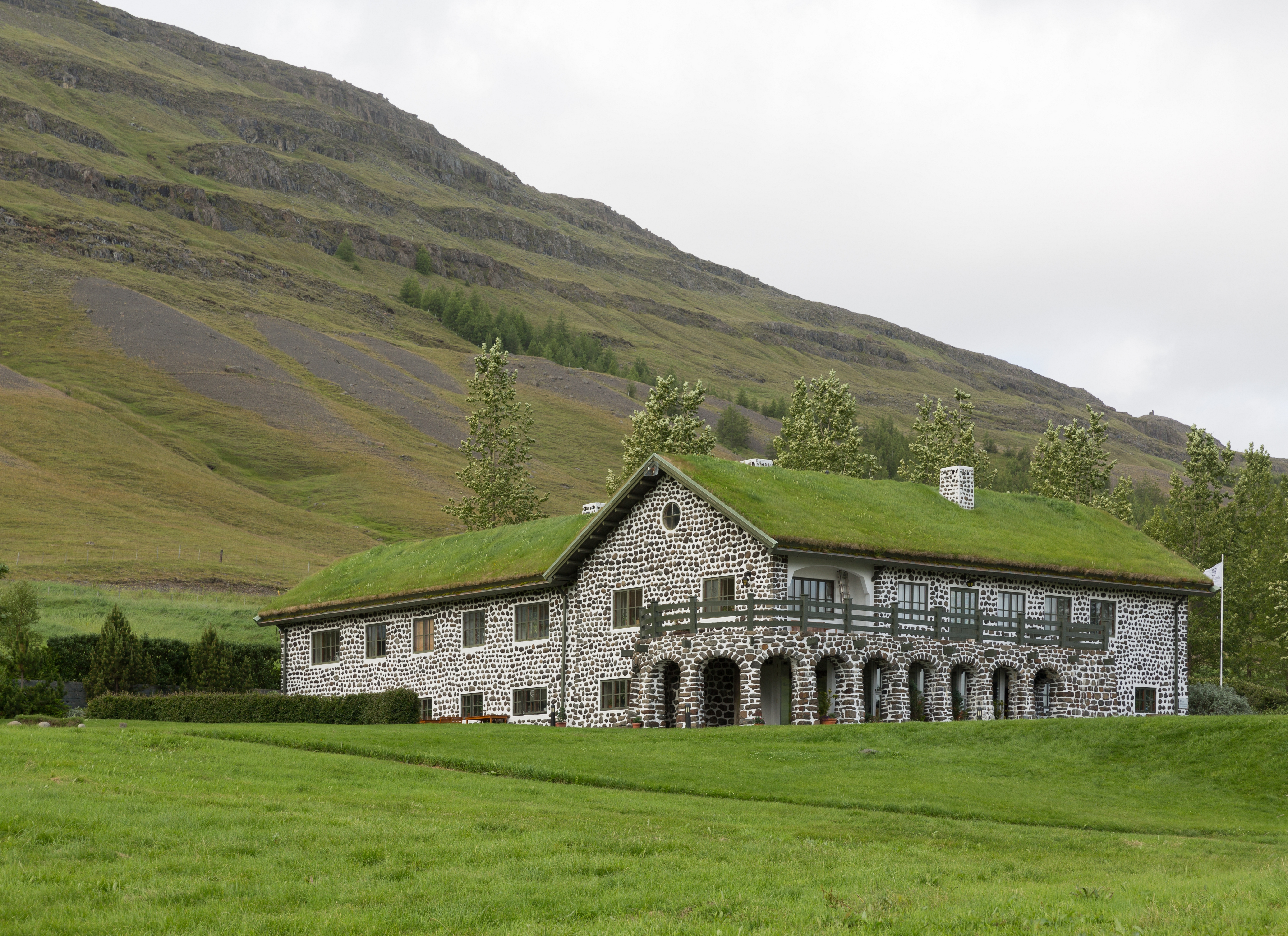
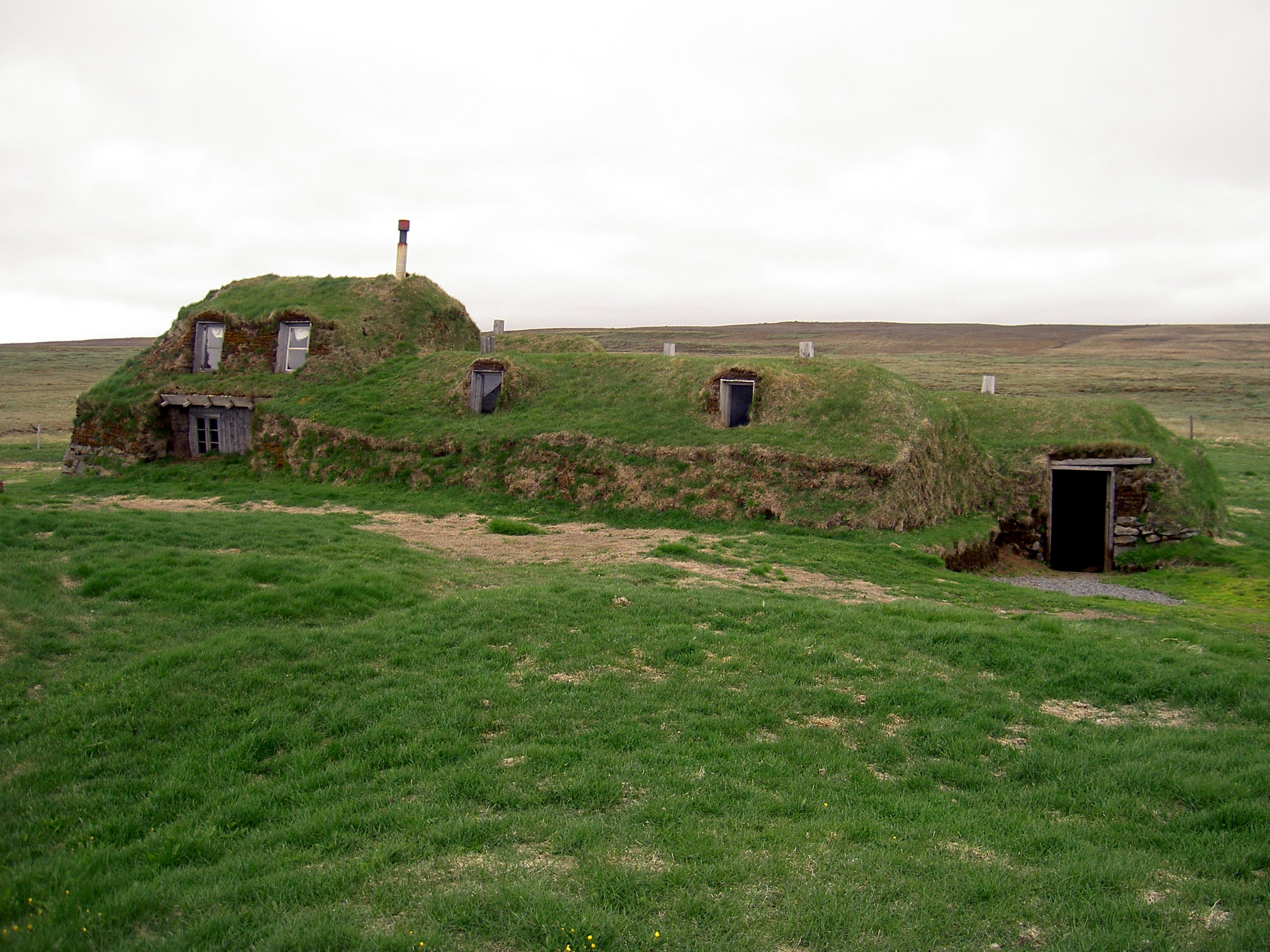